# Stadio Angelo Massimino
Lo stadio Angelo Massimino di Catania, già stadio Cibali dall'omonimo quartiere catanese nel quale è collocato (è conosciuto ancora comunemente anche con questo appellativo), è lo stadio polisportivo che ospita le partite casalinghe del Catania FC. Dal 2002 è dedicato ad Angelo Massimino, il presidente che guidò i rossazzurri a più riprese tra il 1969 e il 1996. È stato anche lo stadio dell'Atletico Catania e della Jolly Componibili Catania, la squadra di calcio femminile che vinse lo scudetto 1978. È, per capienza, il terzo stadio della Sicilia dopo quelli di Messina e Palermo.

## Storia
Fu costruito dal 1935 su progetto dell'architetto Raffaele Leone per conto della ditta di proprietà dell'ingegnere Antonio Ferro e inaugurato il 28 novembre del 1937 in occasione della partita di Serie C tra ACF Catania e il Foggia, che si concluse 1-0 per i padroni di casa. Battezzato Cibali (e soprannominato "stadio dei ventimila"), nel 1941 fu dedicato a Italo Balbo, salvo poi riassumere il primo nome alla caduta del fascismo.
Sin dal 1960, dopo la seconda promozione in Serie A, la dirigenza del Catania avanza l'ipotesi di lasciare l'impianto per costruire un nuovo stadio in località Pantano d'Arci a causa della pista d'atletica che impediva e, ancora oggi, impedisce una visione perfetta della partita.
Il 4 giugno 1961 lo stadio è stato teatro della partita nella quale nacque l'espressione, divenuta celebre, «Clamoroso al Cibali!», che fu pronunciata da un cronista, probabilmente Sandro Ciotti, parlando della sorprendente vittoria del Catania per 2-0 sull'Inter di Helenio Herrera.

la festa del post-partita della celebre gara

Ristrutturato in più occasioni, ha ospitato due partite della Nazionale (nel 1998 contro la Slovacchia e nel 2002 contro gli Stati Uniti), alcune gare di vari sport, la manifestazione di chiusura delle Universiadi estive del 1997 e le gare principali dei Giochi Mondiali Militari nel 2003. È dotato di pista d'atletica a 8 corsie, di un campo di allenamento (il Cibalino), un campo di pallavolo (il PalaSpedini, dove giocarono sia la Paoletti che l'Alidea, che hanno vinto rispettivamente lo scudetto maschile e femminile di pallavolo), un campo esterno di pallacanestro (il PalaSpedini esterno) e vari uffici.

Sulla rivista il Catania calcio del febbraio 2002 vennero elencati 20 buoni motivi per cui lo stadio fosse inadeguato ma, nonostante siano stati realizzati diversi progetti, non è stata posta neanche la prima pietra di un nuovo impianto. Nel 2007, la piazza Vincenzo Spedini antistante lo stadio, è stata teatro degli scontri che hanno portato alla morte dell'ispettore di polizia Filippo Raciti.
Dalla stagione sportiva 2008-2009 è dotato di videotabellone elettronico. Nell'estate 2013 il Massimino subisce un primo intervento restyling: vengono interrate le due panchine, realizzati cinque Sky box al centro della tribuna A e due aree ristorante.
Dal 2018, sulle pareti esterne ai settori Curva Sud e Tribuna B (lungo la via Cifali), è presente un grande murale raffigurante cinquanta personaggi della storia del Catania, dal 1929 in poi. Il progetto - denominato 50 volti per il Cibali - è stato ideato nel 2015 dalla redazione del programma di Radio Lab "Quelli del ’46", dagli autori del libro "Tutto il Catania minuto per minuto" e dal Comitato "Géza Kertész". Il Comune di Catania ha sposato l'iniziativa, indicendo un bando per la realizzazione dell'opera; il vincitore è stato l'artista catanese Andrea Marusic, che ha completato il lavoro nel gennaio 2018.
Nel 2023 l'intero stadio è stato oggetto di lavori di riqualificazione per circa 6,5 milioni di euro. I lavori hanno riguardato la posa di 20.806 nuovi seggiolini; l'installazione di un nuovo tabellone luminoso largo 11,52 metri e alto 6,72 metri (77,41 mq) in sostituzione di quello esistente; il rifacimento della pista d’atletica (tra le poche del sud Italia a otto corsie); nuovi spogliatoi per gli atleti e gli arbitri; il rifacimento del sottopassaggio per l’accesso al campo; il rifacimento dei servizi igienici di tutte le tribune dello stadio, degli impianti energetici e del manto erboso in erba; la ristrutturazione di sala stampa, corridoi della mix zone, hall d’ingresso e altri interventi sulle recinzioni a vetri del parterre e di quelli divisori tra le tribune; la creazione di un nuovo, ampio spazio per cronisti e operatori radio-tv. L'intervento ha coinvolto anche il Cibalino, con la posa in opera del nuovo manto erboso in erba e la manutenzione straordinaria dell’impianto.

## Capienza

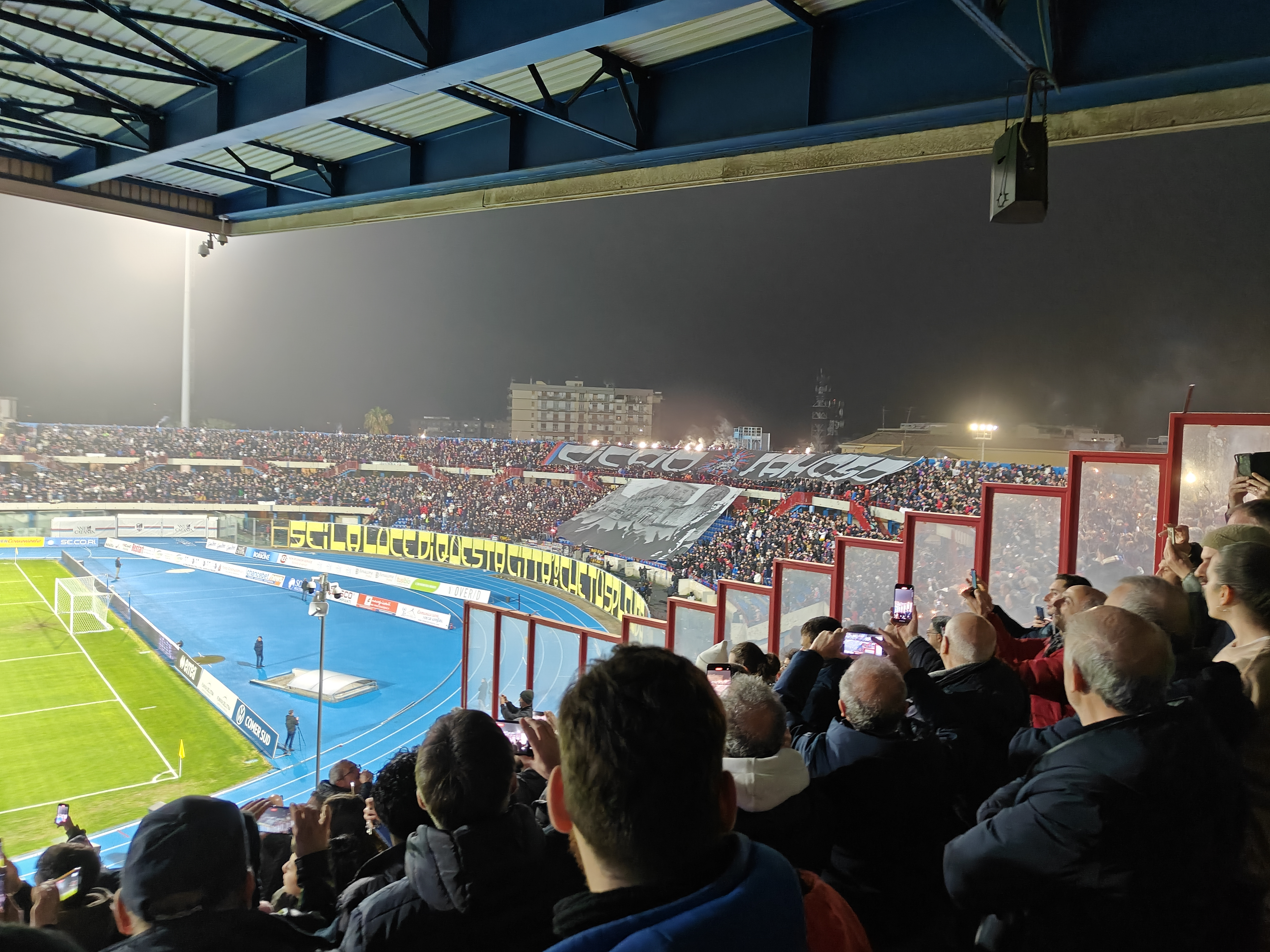
Coreografia Curva Sud in onore di Ciccio Famoso, vista dalla Tribuna A.

Nel corso del tempo la capienza dello stadio ha subito notevoli variazioni per adattarsi alle crescenti norme di sicurezza: se negli anni sessanta, in Serie A, si arrivava ad ospitare oltre 40.000 tifosi sugli spalti, dopo la ristrutturazione degli anni '90, la Lega Calcio riporta una capienza di 31 530 posti, mentre il Centro Nazionale di Informazione sulle Manifestazioni Sportive (CNIMS) indica una capienza certificata di 26.266 posti. Il massimo numero di spettatori paganti in campionato si è raggiunto il 14 settembre 2002 per la partita Catania-Genoa con circa 28.200 spettatori; dato simile a quello raggiunto per la partita di calcio Italia-Slovacchia del 1998. 
Dopo i lavori di riqualificazione dello stadio, effettuati nel 2023, la capienza è scesa ulteriormente a 20.881 posti a sedere, a causa dell'istallazione dei seggiolini in ogni settore del campo. I posti hanno seggiolini di colore rosso (anello superiore) ed azzurro (anello inferiore), con la scritta "CATANIA" composta da seggiolini bianchi nella Tribuna B.
| Settore            | Posti  |
| ------------------ | ------ |
| Tribuna A          | 3.306  |
| Tribuna B          | 4.448  |
| Curva Sud          | 5.663  |
| Curva Nord         | 6.256  |
| Settore Ospiti     | 1.208  |
| Totale complessivo | 20.881 |

## Eventi

### Calcio

#### Nazionale italiana
Lo stadio Angelo Massimino è stato sede di due partite della nazionale di calcio italiana:
- Italia -  Slovacchia 3-0 (28 gennaio 1998, amichevole)
- Italia -  Stati Uniti 1-0 (13 febbraio 2002, amichevole)

#### Nazionale under 21
- Italia -  Moldavia 4-0 (6 settembre 2019, amichevole)
- Italia -  Armenia 6-0 (19 novembre 2019, qualificazioni Europei U21 2021)

### Rugby
- Italia  - Romania  24-6 (1 ottobre 1994, qualificazioni Mondiali 1995)
- Italia  - Figi  19-10 (11 novembre 2017, amichevole)

### Atletica Leggera
Tra i principali eventi di atletica ospitati nello stadio polisportivo, si citano in particolare:
- Universiadi 1997
- Giochi Mondiali Militari 2003

### Eventi extra-sportivi
Numerosi eventi extra sportivi si sono tenuti allo stadio Cibali di Catania nel corso degli anni, tra i principali, si ricordano:
- Visita di Papa Giovanni Paolo II, 1994
- Concerto dei REM, 1995 (unica tappa italiana del tour mondiale)
- Concerto di Claudio Baglioni, 2003
- Concerto di Luciano Ligabue, 2014
- Concerti di Ultimo, 2022

## Trasporti
- Fermate Autobus linee AMTS:  
  - Spedini Cantone 433, 726
  - Cantone Spedini 433, 702, 726
  - Cifali Vecchi 433, 702, 726
  - Cifali Chisari 433, 702, 726
  - Bonadies 433, 726
  - Cibele Bonadies 433, 726
  - Aporti 702, 726
  - Fava Aporti 433, 702, 726
  - Fava Spedini 726
- Fermate metropolitana:
  - Cibali
  - Milo